# Days no mo
whiteeeen，日本4人女子歌唱組合，隸屬ZEN MUSIC旗下，以GReeeeN的妹妹組合的身份出道。其中一人meri於2017年10月畢業，之後進行招募，現今團員共5人。於2020年7月31日改名為Days no mo，並發行配信曲《Never》。

## 簡歷
2014年7月，少女漫畫《閃爍的愛情》（ストロボ・エッジ）獲改編為真人電影版的消息公開，並於同年10月公布起用4人歌唱組合GReeeeN的著名作曲《愛歌》為該電影的主題曲。由於《愛歌》是該漫畫於2007年開始連載時的大熱歌曲，而且歌詞貼近主角的心境，於是獲採用作主題曲。2007年出道的GReeeeN對於自己在出道年的作品獲起用感到很高興之餘，亦向製作組提議向公眾舉辦甄選會，招募唱出這首主題曲的女歌手。這次甄選會對象為15歲至29歲的女性，參加者須於10月17日18時至10月19日23時59分期間，將自己在無伴奏下唱出《愛歌》的影片上載到GReeeeN的LINE官方帳號。
甄選會的結果於2014年12月公布。在42萬5901名參加者中選出11名最終候選人後，經過GReeeeN和其製作人JIN的面試以及公開投票後，最終選出當時15歲的meri和kana、16歲的hima和17歲的noa，共4名都是十幾歲的女生。GReeeeN在這次甄選會的評審準則並不只有歌唱技巧，亦著重於歌手「有純真透明感的『聲音』」。她們的組合名字就是「whiteeeen」，由「white」（白色）和「teen」（十幾歲）兩個字構成；當中的4個e跟「GReeeeN」的一樣，代表組合人數和笑時露出的牙齒。取這個名字的GReeeeN表示希望4人在接下來的音樂活動中要「一直不忘純真而潔白的心情」，故用了「white」一字。這首電影主題曲的歌名也由GReeeeN取作《愛歌～since 2007～》。whiteeeen跟GReeeeN一樣，由出道起從未公開外貌，亦未出席公開活動；取而代之的只有4人的印象插圖。
whiteeeen於2015年3月發行首張CD單曲《愛歌～since 2007～》，正式出道。這張單曲亦在網上發行，並於iTunes、RecoChoku等8個平台上取得週榜冠軍。其後她們又為日本動畫公司創業40周年紀念的動畫電影《辛巴達 飛天公主與神祕島》（シンドバッド 空とぶ姫と秘密の島）獻唱主題曲《Pocket》（ポケット）。這首《Pocket》是GReeeeN為該電影創作的。這首歌曲作為whiteeeen的第2張單曲，於同年8月發行。
同年，whiteeeen為電視劇《即使如此我還是喜歡你》唱出插曲。這首歌是改編自华语電影《那些年，我們一起追的女孩》的主題曲、由中国男歌手胡夏主唱的《那些年》。由whiteeeen主唱的這個版本是《那些年》的首個日語翻唱版。
2017年10月底meri因個人因素離開了whiteeeen，同年開始招募新團員。
2018年4月從4萬多人的徵選中，選出了3名新團員。
並於2018年5月15日宣布三名團員分別為moca、 nene、akagi，whiteeeen也變成了whiteeeen2。

## 音樂作品

### 單曲
| 張數 | 發行日期      | 名稱                    | Oricon公信榜 周榜最高排名 | 規格編號  |
| ---- | ------------- | ----------------------- | ------------------------- | --------- |
| 1st  | 2015年3月11日 | 愛歌～since 2007～ （愛唄〜since 2007〜） | 16                        | UMCK-5559 |
| 2nd  | 2015年8月5日  | Pocket （ポケット）             | 128                       | UPCH-5848 |
| 3rd  | 2016年8月17日 | 奇蹟～未來～ （キセキ〜未来へ〜）       | 42                        | UPCH-5883 |
| 4rd  | 2017年5月17日 | 蜂蜜吐司 （テトテ with GReeeeN）           | 39                        | UPCH-7263 |

### 配信曲
| 張數 | 發行日期      | 名稱 |
| ---- | ------------- | ---- |
| 1st  | 2015年10月2日 | （） |
| 2nd  | 2018年5月16日 | （） |
| 3rd  | 2020年7月31日 | （） |

### 專輯
迷你專輯
| 張數 | 發行日期     | 名稱      | Oricon公信榜 | 規格編號                                    |
| ---- | ------------ | --------- | ------------ | ------------------------------------------- |
| 1st  | 2016年3月9日 | 聲音 （声） | 50           | UPCH-7120（初回限定盤） UPCH-2072（通常盤） |

正式專輯
| 張數 | 發行日期       | 名稱 | Oricon公信榜 | 規格編號                                    |
| ---- | -------------- | ---- | ------------ | ------------------------------------------- |
| 1st  | 2016年12月14日 |      |              | UPCH-7212（初回限定盤） UPCH-2107（通常盤） |

## 獎項
- 第30屆（2015年度）日本金唱片大獎「最佳5組新人獎」[15]

## 外部連結
- 官方網站 （页面存档备份，存于）（日語）
- 環球音樂日本網站 （页面存档备份，存于）（日語）
- whiteeeen的X（前Twitter）
- whiteeeen的Facebook專頁